# Vear de Udalla
Vear de Udalla es una localidad española del municipio de Ampuero, perteneciente a la comunidad autónoma de Cantabria.

## Toponimia
El lugar puede aparecer referido como «Vear de Udalla» y «El Vear».

## Geografía
La localidad está situada a 44 m s. n. m. y a 5,5 kilómetros de la capital municipal, Ampuero.

## Historia
Hacia mediados del siglo XIX, el lugar, ya por entonces perteneciente a Ampuero, tenía contabilizada una población de 225 habitantes. Aparece descrito en el decimoquinto volumen del Diccionario geográfico-estadístico-histórico de España y sus posesiones de Ultramar de Pascual Madoz con las siguientes palabras:

VEAR (el): barrio en la prov. de Santander, part. jud. de Laredo: es uno de los que forman el l. de Udalla.
(Madoz, 1849, p. 616)

En 2023, la entidad singular de población de Vear de Udalla tenía empadronados 19 habitantes.